# مورینوسور
مورینوسور(نام علمی: Morinosaurus) نام یک سرده از راسته خزنده‌کفلان است.